# Philippe Boccara
Philippe Boccara (n. 6 iulie 1959, Le Mans, Franța) este un caiacist ce a reprezentat Franța, medaliat olimpic. A participat la 6 ediții ale Jocurilor Olimpice (1980, 1984, 1988, 1992, 1996, 2000) în care a câștigat o medalie de bronz.